# A Christmas Carol (film, 1938)
A Christmas Carol är en amerikansk dramafilm från 1938 i regi av Edwin L. Marin. Filmen är baserad på En julsaga av Charles Dickens och hade biopremiär i USA den 16 december 1938.

## Rollista i urval
- Reginald Owen - Ebenezer Scrooge
- Gene Lockhart - Bob Cratchit
- Kathleen Lockhart - Mrs. Cratchit
- Terry Kilburn - Tiny Tim Cratchit
- Barry MacKay - Fred (Scrooges systerson)
- Lynne Carver - Bess (Freds fästmö)
- Bunny Beatty - Martha Cratchit (ej krediterad)
- June Lockhart - Belinda Cratchit (ej krediterad)
- John O'Day - Peter Cratchit (ej krediterad)
- Leo G. Carroll - Jacob Marleys ande
- Ann Rutherford - Gångna julars ande
- Lionel Braham - Nuvarande julens ande
- D'Arcy Corrigan - Kommande julars ande
- Ronald Sinclair - unge Scrooge
- Elvira Stevens - Fan Scrooge (ej krediterad)
- Forrester Harvey - gamla Fezzwig (ej krediterad)

### Fotnoter
1. ↑  ”A Christmas Carol” (på engelska). Box Office Mojo. 16 december 1938. http://www.boxofficemojo.com/movies/?id=christmascarol38.htm. Läst 9 september 2016.